# آبشار کوکوئنان
آبشار کوکوئنان (به اسپانیایی: Salto Cuquenán) آبشاری است که در کشور ونزوئلا واقع شده‌است و بلندترین ریزشگاه آن ۶۱۰ متر ارتفاع دارد. حوضهٔ آبریز این آبشار، رود کوکوئنان است.